# Districtul Derecske
Derecske (în maghiară Derecskei járás) este un district în județul Hajdú-Bihar, Ungaria.
Districtul are o suprafață de 650,31 km2 și o populație de 41.820 locuitori (2013).